# Большое Коновалово
Большое Коновалово — деревня в  Пениковском сельском поселении Ломоносовского района Ленинградской области.

## История
Упоминается на карте Санкт-Петербургской губернии Я. Ф. Шмидта 1770 года как деревня Большие Коновалы.
Деревня являлась вотчиной императора Александра I из которой в 1806—1807 годах были выставлены ратники Императорского батальона милиции.
На «Топографической карте окрестностей Санкт-Петербурга» Военно-топографического депо Главного штаба 1817 года упомянута деревня Большая Коновалова, состоящая из 18 крестьянских дворов.
На карте Санкт-Петербургской губернии Ф. Ф. Шуберта 1834 года обозначена деревня Большая Коновалова из 23 дворов.

БОЛЬШОЕ КОНОВАЛОВО — деревня принадлежит государю великому князю Михаилу Павловичу, число жителей по ревизии: 49 м. п., 58 ж. п. (1838 год)

В пояснительном тексте к этнографической карте Санкт-Петербургской губернии П. И. Кёппена 1849 года она записана как деревня Gr. Konowalowa (Большая Коновалова) и указано количество населяющих её ижор на 1848 год: 1 м. п., остальные русские, Ораниенбаумского православного прихода.
Деревня Большая Коновалова отмечена на карте профессора С. С. Куторги 1852 года.

КОНОВАЛОВО БОЛЬШОЕ — деревня Ораниенбаумского дворцового правления, по просёлочной дороге, число дворов — 20, число душ — 57 м. п. (1856 год)

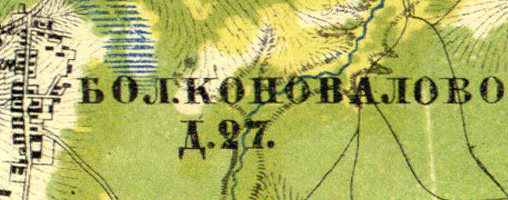
Деревня Большое Коновалово на карте 1860 года

Согласно «Топографической карте частей Санкт-Петербургской и Выборгской губерний» в 1860 году деревня называлась Большое Коновалово и состояла из 27  дворов.

КОНОВАЛОВО (БОЛЬШОЕ) — деревня Ораниенбаумского дворцового ведомства при колодцах, число дворов — 25, число жителей: 57 м. п., 58 ж. п. (1862 год)

В конце XIX века деревня административно относилась к Ораниенбаумской волости 2-го стана Петергофского уезда Санкт-Петербургской губернии, в начале XX века — 3-го стана.
К 1913 году количество дворов в деревне увеличилось до 31.
С 1917 по 1923 год деревня входила в состав Венковского сельсовета Ораниенбаумской волости Петергофского уезда.
С 1923 года в составе Троцкого уезда.
Согласно данным переписи населения СССР 1926 года в деревне Большое Коновалово проживали 222 человека — большинство ижоры, а также русские и эстонцы.
С 1927 года в составе Ораниенбаумского района.
В 1928 году население деревни Большое Коновалово также составляло 222 человека.
По данным 1933 года деревня называлась Коновалово Большое и входила в состав Венковского финского национального сельсовета Ораниенбаумского района.

План деревни Большое Коновалово. 1939 год

Согласно топографической карте 1939 года деревня насчитывала 44 двора.
С 1954 года в составе Бронинского сельсовета.
С 1963 года в составе Гатчинского района.
С 1965 года вновь в составе Ломоносовского района. В 1965 году население деревни Большое Коновалово составляло 84 человека.
По данным 1966, 1973 и 1990 годов деревня Большое Коновалово также входила в состав Бронинского сельсовета.
В 1997 году в деревне Большое Коновалово Бронинской волости проживали 9 человек, в 2002 году — 15 человек (русские — 93 %).
в 2007 году в деревне Большое Коновалово Пениковского СП — 21 человек.

## География
Деревня расположена в северной части района на автодороге 41К-245 (Сойкино — Малая Ижора) близ места пересечения её с автодорогой А118 (Кольцевая автомобильная дорога вокруг Санкт-Петербурга), к югу от административного центра поселения деревни Пеники.
Расстояние до административного центра поселения — 4,5 км.
Расстояние до ближайшей железнодорожной станции Ораниенбаум I — 7 км.

## Демография
| 1862 | 2002 | 2007 | 2010 | 2017 |
| ---- | ---- | ---- | ---- | ---- |
| 115  | ↘15  | ↗21  | ↗30  | ↗61  |

## Улицы
Александровская, Добринская, Ивановская, Садовая, Сергеевская, Центральная.